# Medmassa tigris
Medmassa tigris is een spinnensoort uit de familie van de loopspinnen (Corinnidae).
De wetenschappelijke naam van de soort werd in 1995 als Astratea tigris gepubliceerd door Christa Laetitia Deeleman-Reinhold.